# El Perellonet

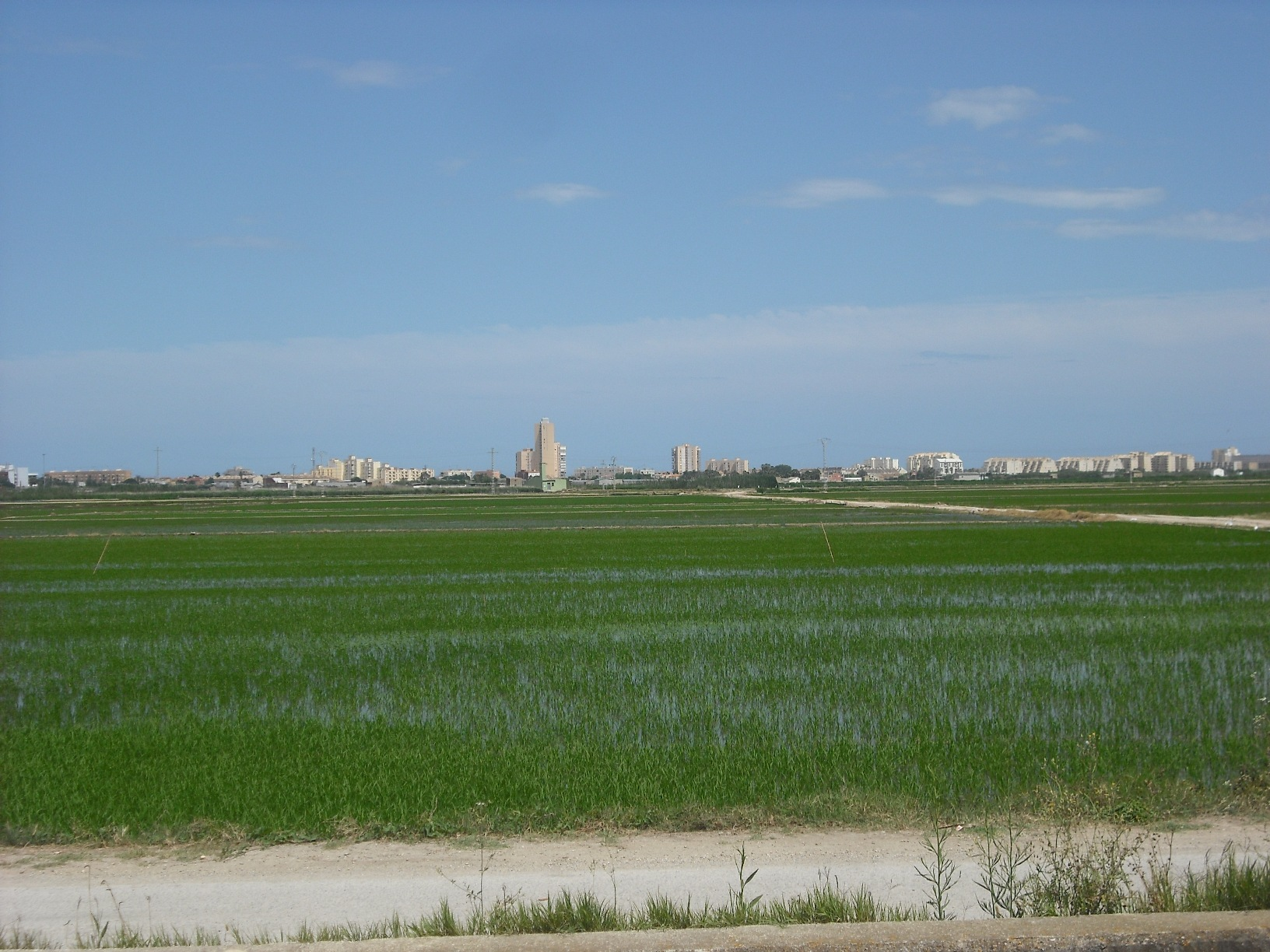
El Perellonet desde El Palmar.

El Perellonet es una pedanía de la ciudad de Valencia perteneciente al distrito de los Poblados del Sur y situada en el parque natural de la Albufera. Contaba con 1.488 habitantes censados en 2022. Limita por el norte con la gola del Perellonet y por el sur con la gola de El Perelló (Sueca). La pedanía cuenta con una pequeña plaza rodeada de casas de pescadores (zona llamada "el pueblo") y una serie de urbanizaciones destinadas al verano.

## Historia
Hasta 1903 la zona de El Perellonet estaba habitada tan solo por un pequeño número de pescadores que habían construido algunas barracas pero no residían allí de manera estable. Sin embargo, ese año, con la construcción de la gola del Perellonet, se edificó una pequeña vivienda para el encargado de las compuertas y su familia. Ya en la década de 1920, con la construcción de la carretera Nazaret-Oliva (Valencia) (actual CV-500), empezaron a incrementarse los asentamientos, que para 1930 incluían ya a 10 o 12 familias.
Tras la guerra civil (1936-1939), un grupo de familias con bajo poder adquisitivo provenientes de Valencia se afincó en El Perellonet en busca de un lugar donde construir una barraca para trabajar en la pesca o la agricultura. Los escasos ingresos de estas familias y el penoso estado de las barracas llamaron la atención del marqués de Vallterra que a finales de la década de 1940 comenzó gestiones para edificar una pequeña parcela entre la playa y la carretera, que se inauguró en 1953 y constituye el núcleo original de la pedanía. La edificación consistía en 26 casas unifamiliares de escasa superficie y una sola planta y una pequeña iglesia, agrupadas en torno a una pequeña plaza.
Ya a principios de la década de 1960 comenzaron a construirse los primeros edificios turísticos, aunque no fue hasta la primera mitad de la década de 1970 cuando, con la calificación de "zona turística a potenciar" que le daba el PGOU vigente, comenzó a urbanizarse de manera masiva, con lo que el poblado original quedó unido sin solución de continuidad con una extensa zona de bloques de apartamentos y chalés.

## Economía
Tradicionalmente estuvo basada en la pesca y la agricultura. En esta segunda aún se pueden distinguir dos áreas diferenciadas, una primera de pequeños campos de arroz en terreno que en su día se ganó a la Albufera y otra, entre ésta y la carretera, de pequeños campos de cultivo, fundamentalmente hortalizas, en los que en los últimos años se han construido un buen número de invernaderos. No obstante, el principal motor económico en la actualidad es el sector servicios, y una buena parte de su población activa desempeña su empleo en otras localidades cercanas.

## Política
El Perellonet depende del ayuntamiento de Valencia en consideración de barrio del distrito de Poblados del Sur (en valenciano Poblats del Sud). Sin embargo, dada su condición de poblamiento rural, cuenta, de acuerdo con las leyes estatales y autonómicas pertinentes, con un alcalde de barrio que se encarga de velar por el buen funcionamiento del barrio y de las relaciones cívicas, firmar informes administrativos y elevar al ayuntamiento de la ciudad las propuestas, sugerencias, denuncias y reclamaciones de los vecinos.
| Periodo   | Nombre                                                                 | Partido |
| --------- | ---------------------------------------------------------------------- | ------- |
| 1979-1983 | Fernando Martínez Castellano (1979) Ricard Pérez Casado (1979-1983)    |         |
| 1983-1987 | Ricard Pérez Casado                                                    |         |
| 1987-1991 | Ricard Pérez Casado (1987-1988) Clementina Ródenas Villena (1988-1991) |         |
| 1991-1995 | Rita Barberá Nolla                                                     |         |
| 1995-1999 | Rita Barberá Nolla                                                     |         |
| 1999-2003 | Rita Barberá Nolla                                                     |         |
| 2003-2007 | Rita Barberá Nolla                                                     |         |
| 2007-2011 | Rita Barberá Nolla                                                     |         |
| 2011-2015 | Rita Barberá Nolla                                                     |         |
| 2015-2019 | Joan Ribó i Canut                                                      |         |
| 2019-2023 | Joan Ribó i Canut                                                      |         |

## Transportes
Por el Perellonet circula la CV 500, que enlaza al norte con Valencia (convertida en Autovía a partir de El Saler) y por el sur con Sueca. Está unido con Valencia mediante la línea 25 de EMT Valencia.

## Servicios públicos
El Perellonet cuenta con un consultorio médico auxiliar, así como con una Instalación Deportiva Elemental, que incluye un campo de fútbol sala o balonmano. Dispone, además, de un centro de actividades para personas mayores, en el que se realizan actividades socioculturales y recreativas, de convivencia, de mantenimiento físico y talleres y cursos diversos.

## Patrimonio
- Iglesia parroquial de Nuestra Señora del Carmen: construida en la década de 1950, es un templo de reducidas dimensiones, con techo hiperboloide que comprende, en su prolongación hasta el suelo, los muros o cierres laterales, en los que abren dos lunetos por banda. El testero, ojival, es algo escarzano y contiene una imagen de la Virgen del Carmen. La fachada, dentro del perfil de ojiva equilátera, se ordena con una composición de rectángulos inscritos en aquella ojiva y, sobre ella, se levanta la espadaña, rematada en perfil curvo de medio punto.[8]
- Playa Recatí: playa de arena fina, extensión de la playa de la Dehesa de El Saler.

## Cultura

### Fiestas
- Festes del Carmen: Se celebran del 4 al 16 de julio en honor a la Virgen del Carmen.[9]